# GENIE

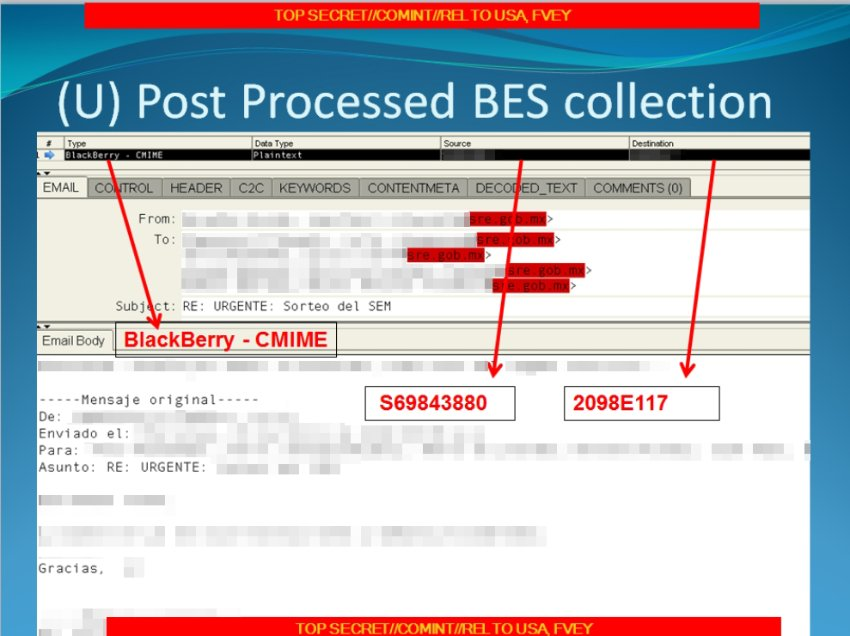

GENIE é o codinome de uma atividade da NSA através da qual especialistas em computação podem controlar redes de computadores estrangeiros através de "implantes secretos", transmitidos remotamente para milhares de dispositivos por ano.

## Ataque asmartphones

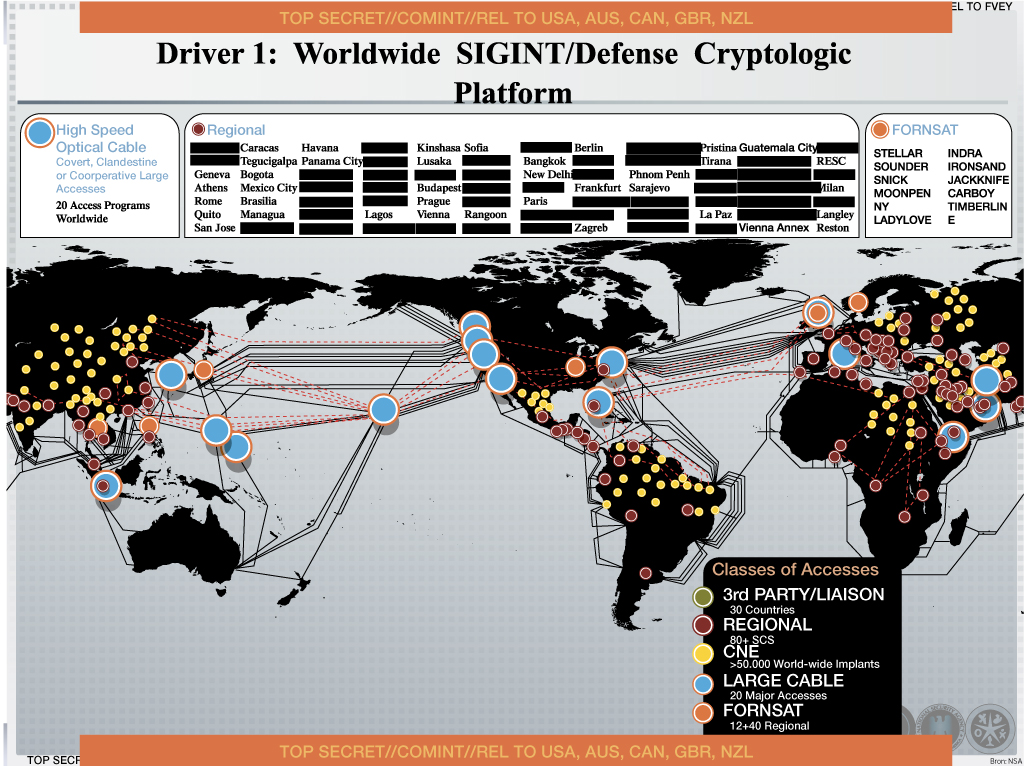

Aproveitando a expansão do uso de Smartphones, a NSA se dedicou a explorar os smartphones, uma vez que combinam uma infinidade de dados que interessa a agência, como contatos sociais, o comportamento do usuário, interesses, localização, fotos, números de cartão de crédito e senhas. O esquema "GENIE" implanta arquivos maliciosos em computadores no exterior, incluindo embaixadas estrangeiras.[carece de fontes?]

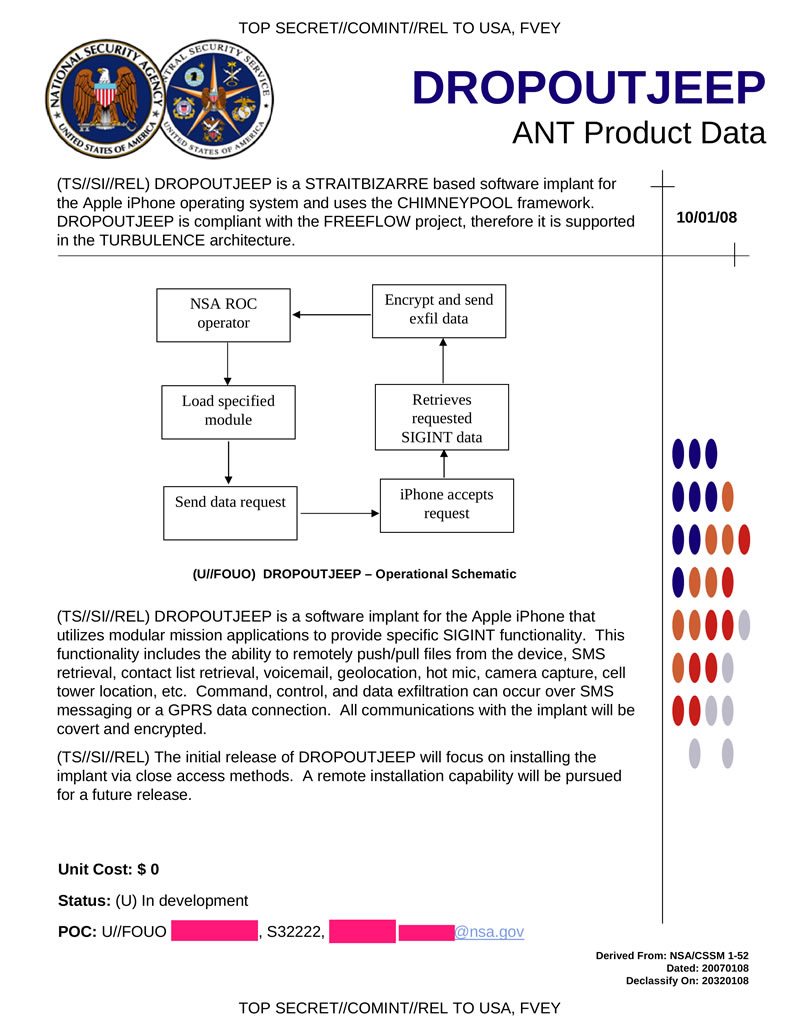
Implante para o iPhone

Segundo as revelações em 2014, a NSA está desenvolvendo uma nova versão que poderá identificar comandos de voz e coletar apenas trechos de informações desejados.
De acordo com o documento, a NSA criou forças-tarefas atribuídas a vários fabricantes de smartphones e sistemas operacionais, incluindo o sistema operacional da Apple do iPhone e iOS, assim como o sistema operacional móvel Android do Google. Da mesma forma, GCHQ britânico criou uma equipe para quebrar o codigo do BlackBerry smartphone.
Uma apresentaçāo de PowerPoint da NSA para os países do FVEY - Five Eyes ou Cinco Olhos: Canadá, UK, Austrália, Nova Zelândia e USA, sobre a espionagem do iPhones diz:
"Quem saberia em 1984 (slide 1), que este seria o Grande Irmão (slide 2)? E que os Zumbis seriam clientes pagantes?(slide 3).
A apresentacao foi publicada pelo Der Spiegel em setembro de 2013.